# Sarie Marais
Sarie Marais (auch My Sarie Marais) ist ein traditionelles Volkslied in Afrikaans. Es entstand in einem der Burenkriege zwischen 1880 und 1900. Die Melodie stammt von dem Lied „Ellie Rhee“ aus der Zeit des Amerikanischen Bürgerkriegs.
Im Lied geht es um Sarie Marais, die von ihrem Geliebten sehr vermisst wird. Er hatte sie vor Ausbruch des Kriegs bei dem Mooirivier getroffen. Im Refrain wird der Wunsch geäußert, endlich wieder in das alte Transvaal zurückkehren zu dürfen und dort Sarie Marais zu treffen. Im weiteren Verlauf wird die Angst vor den britischen Truppen geäußert, die einen gefangen nehmen könnten. Die Briten werden mit der Heimtücke eines Krokodils verglichen, das versucht, sein Opfer ins Wasser zu ziehen. Zum Schluss – der Krieg ist zu Ende – wird darauf gehofft in das alte Transvaal zurückkehren zu können und von der Geliebten mit einem Kuss begrüßt zu werden.

## Text

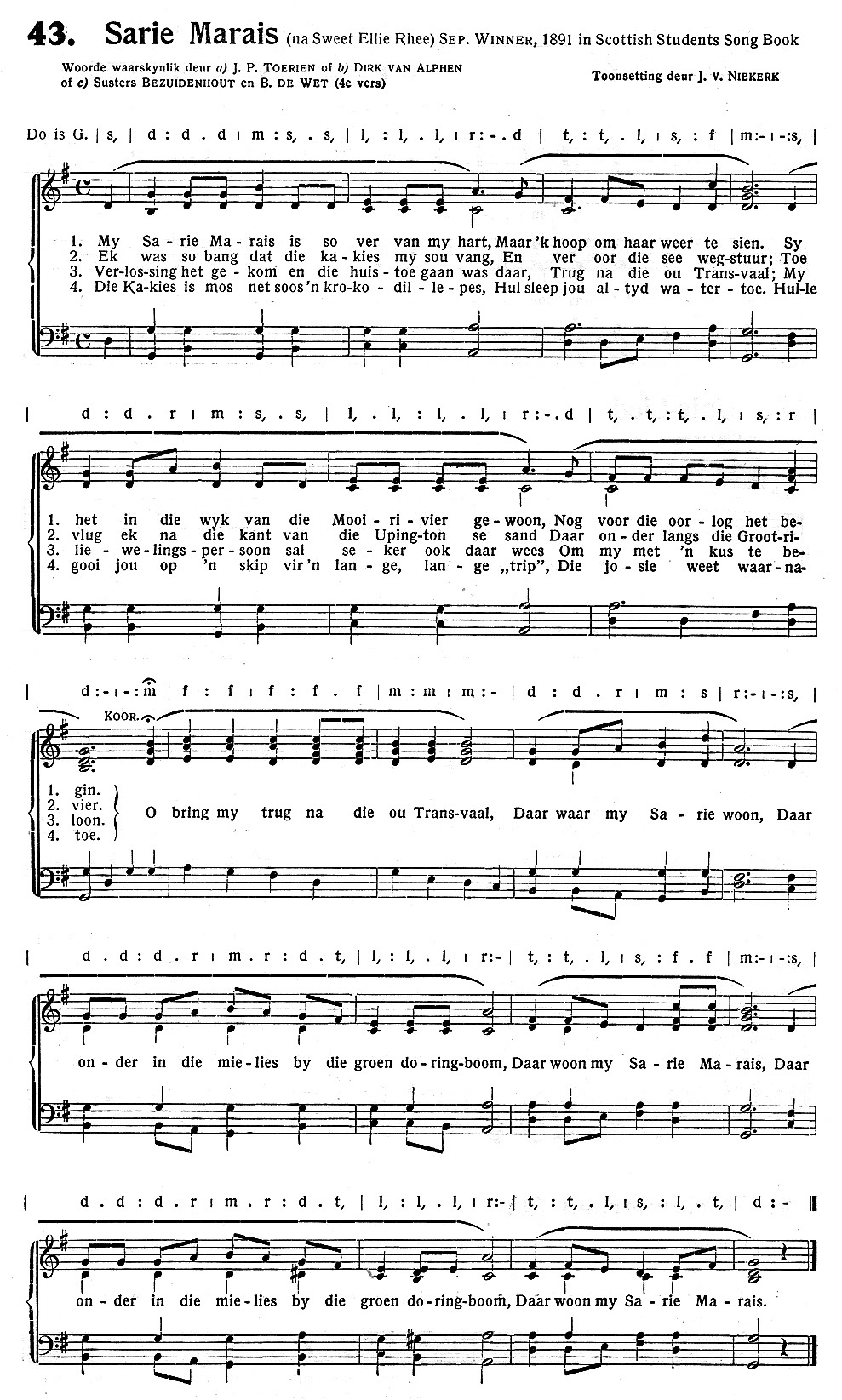
Sarie Marais (1940)

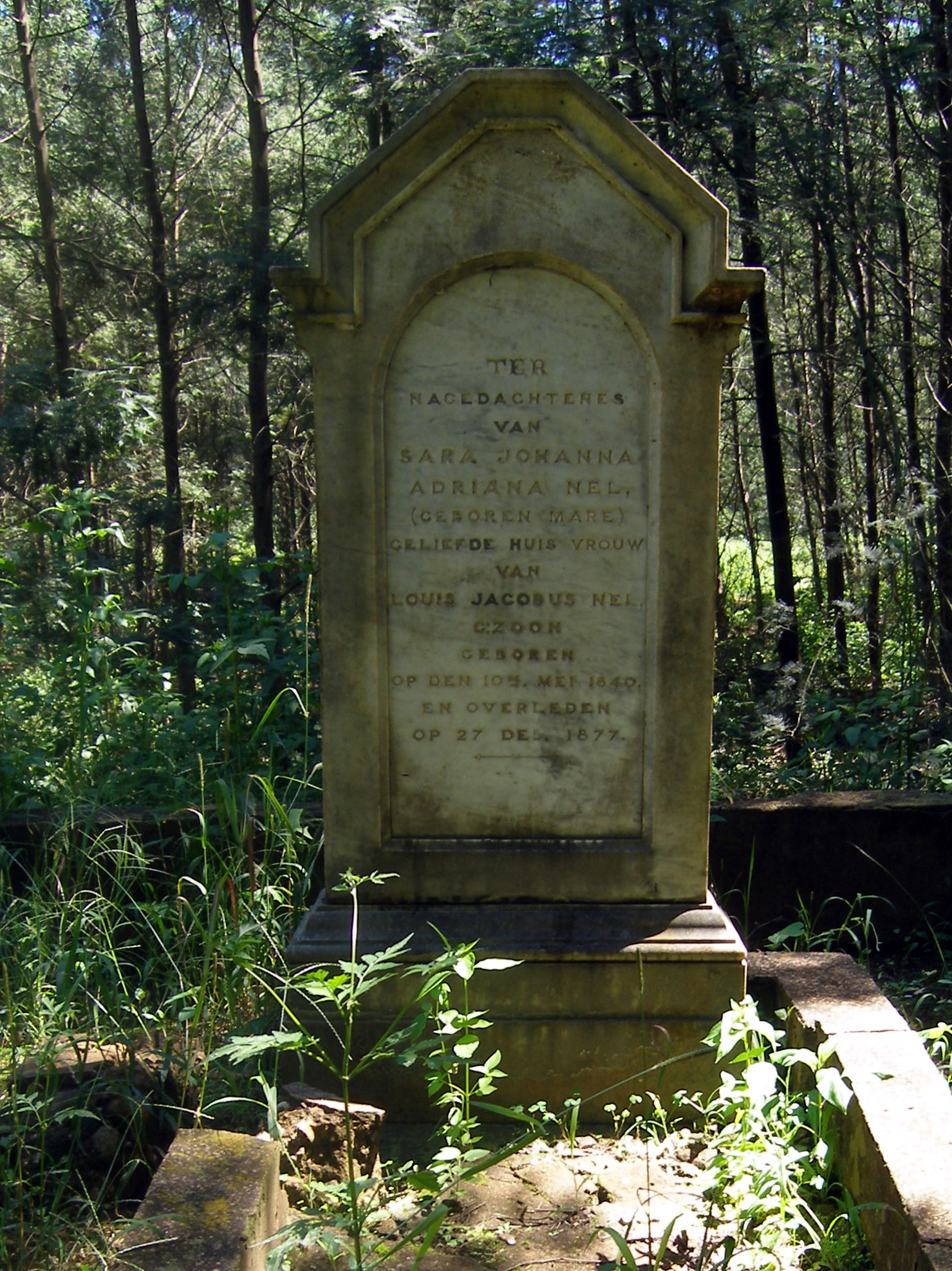
Das Grab von Sara Johanna Adriana Maré.

My Sarie Marais is so ver van my hart,
Maar’k hoop om haar weer te sien.
Sy het in die wyk van die Mooirivier gewoon,
Nog voor die oorlog het begin.
Refrain:
O bring my t’rug na die ou Transvaal,
Daar waar my Sarie woon.
Daar onder in die mielies
By die groen doringboom,
Daar woon my Sarie Marais.
Ek was so bang dat die Kakies my sou vang
En ver oor die see wegstuur;
Toe vlug ek na die kant van die Upington se sand
Daar onder langs die Grootrivier.
Refrain
Die Kakies is mos net soos ’n krokodillepes,
Hulle sleep jou altyd water toe;
Hul gooi jou op ’n skip vir ’n lange, lange trip,
Die josie weet waarnatoe.
Refrain
Verlossing het gekom en die huis toe gaan was daar,
Terug na die ou Transvaal;
My lieflingspersoon sal seker ook daar wees
Om my met ’n kus te beloon.
Refrain

## Die „echte“ Sarie Marais
Die im Lied besungene Person kann auf mehrere verschiedene Frauen zurückgehen, je nachdem von welchem Autor man ausgeht. Eine dieser Personen ist Sara Johanna Adriana Maré (* 10. Mai 1840 in Uitenhage; † 27. Dezember 1877 in Kranskop) die mit 17 Jahren heiratete und zwei Tage nach der Geburt ihres elften Kindes auf der Farm ihres Mannes starb.
Ein weiteres mögliches Vorbild für die besungene Frau ist Susara Margaretha Maré (* 25. Mai 1868 in Pretoria; † 22. Dezember 1939 in Bloemfontein).